# Ясінчук Лев
Ясінчук Лев (*1882, Білобожниця — †1963, Бруклін) — український громадський і освітній діяч у Галичині та діаспорі.

## Життєпис
Родом з села Білобожниця Чортківського повіту (Галичина), народний учитель у Галичині й на Буковині (1905 — 1914), визначний діяч товариства «Рідна Школа» (1923 — 39) у Львові (2 рази — делегат до США й Канади), інспектор народних шкіл Галичини (1941 — 1944). Останній голова Союзу українських приватних урядників Галичини.
На еміграції в Австрії й США (з 1949). Співредактор педагогічного журналу «Каменярі» (1910 — 1912 і 1921 — 1923); автор історичних студій: «50 літ „Рідної Школи“, 1881—1931» (1931), «Рідна Школа в ідеї й житті» (1934); нарисів «За океаном» (1930) й інших.
Редактор і співавтор підручника для керівниць дитячих садків «Українське дошкілля» (1936); численні статті в газетах і фахових журналах Галичини, Буковини, Києва («Рада»), США, Канади й Аргентини.
Помер у Брукліні.